# タイムフライヤー
タイムフライヤー（欧字名:Time Flyer、2015年2月1日 - ）は、日本の競走馬。主な勝ち鞍は2017年のホープフルステークス、2020年のエルムステークス。
馬名の意味は、「時を超える者」。

## 戦績

### デビュー前
2015年2月1日、北海道白老町の社台コーポレーション白老ファームで誕生。一口馬主法人サンデーレーシングから総額2,600万円(一口65万円×40口)で募集された。追分ファームで育成された後、栗東の松田国英厩舎に入厩した。

### 2歳（2017年）
2017年8月6日の新潟競馬場で行われた2歳新馬戦でデビュー、ロックディスタウンの2着に敗れる。2戦目の9月16日の阪神競馬場で行われた未勝利戦では2番手追走から楽に抜け出すと直線でアドマイヤアルバの追撃を振り切り初勝利を挙げる。10月28日の萩ステークスは後方待機から直線で脚を伸ばし最後はオーデットエールに4馬身差をつけ圧勝した。重賞初挑戦となった11月25日の京都2歳ステークスは好位追走から直線でいったん先頭に立つもグレイルとの叩き合いの末、アタマ差の2着となる。
そしてこの年からGIに昇格した12月28日のホープフルステークスに1番人気で出走。スタートで出遅れたもののそのまま後方待機策を採り、最後の直線ではジャンダルムを追うようにして大外に持ち出し、最後は同馬を振り切って優勝。GI競走初制覇を飾った。

### 3歳（2018年）
年明け初戦として皐月賞トライアルの若葉ステークスを選択。前年のGI制覇の実績から単勝オッズ1.2倍の圧倒的支持を受けての出走となったが、直線で伸びきれず5着に敗退。なお3着には出走馬11頭中最低人気、単勝オッズ334.4倍のロードアクシスが入ったが、圧倒的人気の本馬が馬券圏外に敗れたこともあり、ロードアクシスの複勝配当はJRA史上7位の高額払戻金記録である11,720円となった。
その後はクラシック路線を歩むも皐月賞10着、東京優駿11着、神戸新聞杯6着、菊花賞6着という結果に終わり、この年を終える。

### 4歳（2019年）
年明け初戦は中山金杯に出走し2番人気に推されたが5着、続く京都記念は8着と、いずれも馬券圏外に敗れた。
その後陣営は、伯父にダートGI競走5勝のタイムパラドックスがおり、兄姉がいずれもダート競走で勝ち星を挙げているという本馬の血統を考慮し、ダートへの転向を決断。転向初戦として8月11日のエルムステークスに出走した。レースでは好位4番手から競馬を進めると、直線では末脚を伸ばし一旦は先頭に並びかけるなど見せ場を作り、ゴール前で他馬に交わされたものの3着サトノティターンらとタイム差無しの6着に入線。鞍上の池添謙一は「うなって走っていましたね。すごく良かったです。血統もですが、ダート向きの走りです」とコメントした。
ダート2戦目となったシリウスステークスでは1番人気に推されながら6着に敗退したが、鞍上のクリストフ・ルメールは「距離が長すぎます。ラスト200mくらいまでは伸びていましたから、1800mまでだと思います」とし、敗因を距離に求めた。続く11月9日の武蔵野ステークスでは8番人気と人気を落としたが、前走の結果を受けて前に馬を置き中団後方からレースを進めると、直線では最後に外からワンダーリーデルに差し切られたものの2着に入り、ホープフルステークス以来の馬券圏内入線となった。
次走は初のダートGIとなる12月1日のチャンピオンズカップに出走。ゴールドドリームやクリソベリル、インティといったダートの一線級のメンバーが揃う中、単勝オッズは8番人気だったが、前走で敗れたワンダーリーデルやみやこステークス勝ち馬ヴェンジェンスらを上回る支持を受けた。レースでは最内スタートから中団後方に位置を取り、前残りの展開を追い上げて8着でゴール。6着オメガパフュームらとタイム差無しでの入線という結果であり、鞍上のオイシン・マーフィーは「すごくいい馬でした。距離とかそういう問題ではなく、メンコをつけているぶんだけ反応が遅くなりました」と述べた。

### 5歳（2020年）
この年の初戦は2度目のダートGI挑戦となるフェブラリーステークスに鞍上シェーン・フォーリーで出走。レースではワイドファラオとアルクトスが競り合ってハイペースになる展開で3番手からの競馬となったが、先行勢が揃って失速する中自身はしぶとく脚を使い、5着に粘った（詳細は第37回フェブラリーステークスを参照）。
引き続きダート重賞マーチステークス(GIII)に出走。3番人気に支持されたが、直線で伸び切れず9着に敗れた。
休養を経て、7月12日に行われたオープン特別のマリーンステークスに出走。2番人気の支持を受けると、レースでは中団追走から直線で一気に突き抜け、最終的に2着に3馬身半差をつけてゴール。2歳時のホープフルステークス以来約2年半振りの勝利を挙げた。また、このレースで鞍上ルメールは6年連続となるJRA年間100勝を達成した。
続いて前年も出走したエルムステークスに参戦。1番人気に支持されると、レースでは中団追走から早めに抜け出し、2番人気ウェスタールンドの猛追を2馬身差で振り切って完勝。ダート重賞初制覇を果たした。
引き続きルメール鞍上で前年2着の武蔵野ステークスに1番人気で出走したが5着、続くチャンピオンズカップは8着に敗れた。

### 6歳（2021年）
初戦は根岸ステークスに出走して3着。続いてフェブラリーステークスへ向かう予定だったが、根岸ステークス後に熱発を起こすなど体調が整わず回避となった。
所属する松田国英調教師が2月末で定年のため、3月から橋口慎介厩舎に転厩となった後、初の地方参戦となったかしわ記念は川田将雅との初コンビで出走したが9着に敗れた。1番人気に推されたマリーンステークスは12着と惨敗。その後はエルムステークス8着、久々の芝のレースとなったスワンステークスは14着、霜月ステークスは9着に敗れた。

### 7歳（2022年）
7歳初戦として根岸ステークス(GIII)に出走し、6着。続くフェブラリーステークス(GI)では15番人気の低評価であったが、5着に入賞した。
3月9日、所有するサンデーレーシングは川崎競馬へ移籍させることを発表した。翌10日、JRAの競走馬登録を抹消された。
地方移籍初戦となった5月5日のかしわ記念では道中好位追走も直線で伸び切れず9着。続く大井記念でも4着に終わったが、7月27日のマイルグランプリでは中団から鋭く脚を伸ばして3着と好走する。秋に入り、10月10日のマイルチャンピオンシップ南部杯では10着、12月8日の勝島王冠では6着に敗れ7歳シーズンを終える。

### 8歳（2023年）
3月30日の隅田川オープンでは道中2・3番手でレースを進めるも早め先頭に立ったレッドソルダードを捕えることが出来ず2着。4月20日のブリリアントカップと8月2日のサンタアニタトロフィーでは共に3着と好走したのち、8月23日のスパーキングサマーカップではスマイルウィに次ぐ2番人気で出走。道中は中団待機も直線で伸びを欠いて6着に敗れた。9月24日、所有するサンデーサラブレッドクラブの公式サイトで現役を引退することが発表され、9月26日付で地方競馬での競走馬登録を抹消された。

### 引退後
引退後は乗馬となると報じられ、その後故郷である白老ファームに戻ったことが牧場より発表される。2025年より功労馬繋養支援事業の助成対象馬となる（Web展示功労馬）。

## 競走成績
以下の内容は、netkeiba.comの情報に基づく。
| 競走日     | 競馬場 | 競走名          | 格   | 距離（馬場）  | 頭 数 | 枠 番 | 馬 番 | オッズ （人気） | 着順 | タイム （上がり3F） | 着差 | 騎手          | 斤量 [kg] | 1着馬（2着馬）       | 馬体重 [kg] |
| ---------- | ------ | --------------- | ---- | ------------- | ----- | ----- | ----- | --------------- | ---- | ------------------- | ---- | ------------- | --------- | -------------------- | ----------- |
| 2017.08.06 | 新潟   | 2歳新馬         |      | 芝1800m（良） | 10    | 4     | 4     | 013.60（4人）   | 02着 | R1:50.5（32.6）     | -0.1 | 0北村宏司     | 54        | ロックディスタウン   | 456         |
| 0000.09.16 | 阪神   | 2歳未勝利       |      | 芝1800m（稍） | 6     | 5     | 5     | 002.90（2人）   | 01着 | R1:50.3（33.3）     | -0.1 | 0C.ルメール   | 54        | （アドマイヤアルバ） | 458         |
| 0000.10.28 | 京都   | 萩S             | OP   | 芝1800m（重） | 7     | 6     | 6     | 002.70（1人）   | 01着 | R1:49.7（36.1）     | -0.7 | 0C.デムーロ   | 55        | （オーデットエール） | 458         |
| 0000.11.25 | 京都   | 京都2歳S        | GIII | 芝2000m（良） | 10    | 2     | 2     | 001.70（1人）   | 02着 | R2:01.6（34.2）     | -0.0 | 0C.デムーロ   | 55        | グレイル             | 460         |
| 0000.12.28 | 中山   | ホープフルS     | GI   | 芝2000m（良） | 17    | 4     | 7     | 004.20（1人）   | 01着 | R2:01.4（35.5）     | -0.2 | 0C.デムーロ   | 55        | （ジャンダルム）     | 456         |
| 2018.03.17 | 阪神   | 若葉S           | OP   | 芝2000m（良） | 12    | 8     | 12    | 001.20（1人）   | 05着 | R2:00.5（34.9）     | -0.5 | 0C.ルメール   | 56        | アイトーン           | 458         |
| 0000.04.15 | 中山   | 皐月賞          | GI   | 芝2000m（稍） | 16    | 1     | 1     | 012.30（6人）   | 10着 | R2:01.9（35.8）     | -1.1 | 0内田博幸     | 57        | エポカドーロ         | 454         |
| 0000.05.27 | 東京   | 東京優駿        | GI   | 芝2400m（良） | 18    | 1     | 2     | 110.0（14人）   | 11着 | R2:24.4（34.7）     | -0.8 | 0内田博幸     | 57        | ワグネリアン         | 450         |
| 0000.09.23 | 阪神   | 神戸新聞杯      | GII  | 芝2400m（良） | 10    | 5     | 5     | 027.40（8人）   | 06着 | R2:26.5（35.1）     | -0.9 | 0和田竜二     | 56        | ワグネリアン         | 452         |
| 0000.10.21 | 京都   | 菊花賞          | GI   | 芝3000m（良） | 18    | 7     | 13    | 080.2（13人）   | 06着 | R3:06.7（34.1）     | -0.6 | 0和田竜二     | 57        | フィエールマン       | 454         |
| 2019.01.05 | 中山   | 中山金杯        | GIII | 芝2000m（良） | 16    | 6     | 12    | 006.70（2人）   | 05着 | R1:59.4（35.3）     | -0.2 | 0和田竜二     | 56        | ウインブライト       | 464         |
| 0000.02.10 | 京都   | 京都記念        | GII  | 芝2200m（良） | 12    | 8     | 11    | 006.30（5人）   | 08着 | R2:15.2（35.5）     | -0.4 | 0和田竜二     | 55        | ダンビュライト       | 466         |
| 0000.08.11 | 札幌   | エルムS         | GIII | ダ1700m（稍） | 14    | 5     | 7     | 012.20（5人）   | 06着 | R1:42.4（37.4）     | -0.5 | 0池添謙一     | 56        | モズアトラクション   | 484         |
| 0000.09.28 | 阪神   | シリウスS       | GIII | ダ2000m（良） | 14    | 2     | 2     | 003.50（1人）   | 06着 | R2:04.1（37.0）     | -0.6 | 0C.ルメール   | 57        | ロードゴラッソ       | 464         |
| 0000.11.09 | 東京   | 武蔵野S         | GIII | ダ1600m（良） | 16    | 5     | 9     | 017.80（8人）   | 02着 | R1:34.8（35.5）     | -0.2 | 0藤岡佑介     | 56        | ワンダーリーデル     | 464         |
| 0000.12.01 | 中京   | チャンピオンズC | GI   | ダ1800m（良） | 16    | 1     | 1     | 030.00（8人）   | 08着 | R1:49.2（35.6）     | -0.7 | 0O.マーフィー | 57        | クリソベリル         | 474         |
| 2020.02.23 | 東京   | フェブラリーS   | GI   | ダ1600m（良） | 16    | 2     | 4     | 037.0（10人）   | 05着 | R1:36.1（35.6）     | -0.9 | 0S.フォーリー | 57        | モズアスコット       | 472         |
| 0000.03.31 | 中山   | マーチS         | GIII | ダ1800m（稍） | 16    | 3     | 5     | 006.90（3人）   | 09着 | R1:52.7（38.3）     | -1.4 | 0F.ミナリク   | 57        | スワーヴアラミス     | 480         |
| 0000.07.12 | 函館   | マリーンS       | OP   | ダ1700m（良） | 14    | 5     | 8     | 003.80（2人）   | 01着 | R1:43.6（37.3）     | -0.6 | 0C.ルメール   | 57        | （カラクプア）       | 484         |
| 0000.08.09 | 札幌   | エルムS         | GIII | ダ1700m（良） | 14    | 8     | 13    | 003.00（1人）   | 01着 | R1:43.4（35.7）     | -0.3 | 0C.ルメール   | 56        | （ウェスタールンド） | 490         |
| 0000.11.14 | 東京   | 武蔵野S         | GIII | ダ1600m（良） | 16    | 5     | 9     | 002.80（1人）   | 05着 | R1:35.4（36.1）     | -0.4 | 0C.ルメール   | 57        | サンライズノヴァ     | 476         |
| 0000.12.06 | 中京   | チャンピオンズC | GI   | ダ1800m（良） | 16    | 1     | 1     | 036.60（7人）   | 08着 | R1:50.3（37.1）     | -1.0 | 0藤岡佑介     | 57        | チュウワウィザード   | 482         |
| 2021.01.31 | 東京   | 根岸S           | GIII | ダ1400m（稍） | 16    | 3     | 6     | 005.00（2人）   | 03着 | R1:22.4（35.5）     | -0.1 | 0C.ルメール   | 57        | レッドルゼル         | 486         |
| 0000.05.05 | 船橋   | かしわ記念      | JpnI | ダ1600m（稍） | 12    | 1     | 1     | 008.60（3人）   | 09着 | R1:42.4（41.4）     | -3.1 | 0川田将雅     | 57        | カジノフォンテン     | 472         |
| 0000.07.10 | 函館   | マリーンS       | OP   | ダ1700m（稍） | 14    | 8     | 14    | 002.50（1人）   | 12着 | R1:44.6（38.9）     | -0.9 | 0C.ルメール   | 58        | スワーヴアラミス     | 482         |
| 0000.08.08 | 函館   | エルムS         | GIII | ダ1700m（良） | 14    | 4     | 5     | 014.60（6人）   | 08着 | R1:45.7（38.1）     | -1.2 | 0武豊         | 57        | スワーヴアラミス     | 484         |
| 0000.10.30 | 阪神   | スワンS         | GII  | 芝1400m（良） | 18    | 8     | 18    | 045.9（11人）   | 14着 | R1:21.6（35.5）     | -0.9 | 0池添謙一     | 56        | ダノンファンタジー   | 474         |
| 0000.11.21 | 東京   | 霜月S           | OP   | ダ1400m（良） | 16    | 2     | 4     | 021.00（6人）   | 09着 | R1:24.5（35.9）     | -0.8 | 0松岡正海     | 58        | ヘリオス             | 476         |
| 2022.01.30 | 東京   | 根岸S           | GIII | ダ1400m（良） | 16    | 6     | 12    | 013.50（7人）   | 06着 | R1:23.7（36.0）     | -0.6 | 0M.デムーロ   | 56        | テイエムサウスダン   | 480         |
| 0000.02.20 | 東京   | フェブラリーS   | GI   | ダ1600m（重） | 16    | 4     | 7     | 061.6（15人）   | 05着 | R1:34.5（34.6）     | -0.7 | 0横山武史     | 57        | カフェファラオ       | 482         |
| 0000.05.05 | 船橋   | かしわ記念      | JpnI | ダ1600m（稍） | 14    | 3     | 4     | 024.90（8人）   | 09着 | R1:44.8（43.8）     | -5.9 | 0森泰斗       | 57        | ショウナンナデシコ   | 496         |
| 0000.05.25 | 大井   | 大井記念        | SI   | ダ2000m（良） | 15    | 4     | 6     | 017.20（6人）   | 04着 | R2:05.5（37.7）     | -0.6 | 0森泰斗       | 57        | ランリョウオー       | 494         |
| 0000.07.27 | 大井   | マイルGP        | SII  | ダ1600m（重） | 12    | 1     | 1     | 004.80（2人）   | 03着 | R1:38.7（37.4）     | -0.5 | 0森泰斗       | 57        | ゴールドホイヤー     | 501         |
| 0000.10.10 | 盛岡   | MCS南部杯       | JpnI | ダ1600m（不） | 16    | 2     | 3     | 044.20（8人）   | 10着 | R1:36.8（44.2）     | -2.2 | 0森泰斗       | 57        | カフェファラオ       | 474         |
| 0000.12.08 | 大井   | 勝島王冠        | SII  | ダ1800m（不） | 16    | 2     | 4     | 013.70（7人）   | 06着 | R1:52.5（38.4）     | -0.9 | 0森泰斗       | 57        | ライトウォーリア     | 492         |
| 2023.03.30 | 大井   | 隅田川OP        | OP   | ダ1600m（不） | 11    | 8     | 10    | 002.70（1人）   | 02着 | R1:40.1（37.6）     | -0.2 | 0森泰斗       | 57        | レッドソルダード     | 493         |
| 0000.04.20 | 大井   | ブリリアントC   | SIII | ダ1800m（良） | 15    | 1     | 1     | 015.50（7人）   | 03着 | R1:52.0（36.7）     | -0.1 | 0森泰斗       | 57        | ランリョウオー       | 488         |
| 0000.08.02 | 大井   | サンタアニタT   | SIII | ダ1600m（重） | 14    | 8     | 14    | 008.30（4人）   | 03着 | R1:39.4（38.2）     | -1.1 | 0R.クアトロ   | 57        | シュアゲイト         | 492         |
| 0000.08.23 | 川崎   | スパーキングSC  | SIII | ダ1600m（良） | 14    | 3     | 4     | 006.40（2人）   | 06着 | R1:44.0（41.8）     | -1.2 | 0R.クアトロ   | 58        | スマイルウィ         | 491         |

## 血統表
| タイムフライヤーの血統          | タイムフライヤーの血統                               | タイムフライヤーの血統          | （血統表の出典）                | （血統表の出典） |
| 父系                            | サンデーサイレンス系/ヘイロー系                      | サンデーサイレンス系/ヘイロー系 | サンデーサイレンス系/ヘイロー系 | [ § 2 ]          |
| 父 ハーツクライ 2001 鹿毛       | 父の父*サンデーサイレンス Sunday Silence 1986 青鹿毛 | Halo                            | Hail to Reason                  | Hail to Reason   |
| 父 ハーツクライ 2001 鹿毛       | 父の父*サンデーサイレンス Sunday Silence 1986 青鹿毛 | Halo                            | Cosmah                          |                  |
| 父 ハーツクライ 2001 鹿毛       | 父の父*サンデーサイレンス Sunday Silence 1986 青鹿毛 | Wishing Well                    | Understanding                   | Understanding    |
| 父 ハーツクライ 2001 鹿毛       | 父の父*サンデーサイレンス Sunday Silence 1986 青鹿毛 | Wishing Well                    | Mountain Flower                 |                  |
| 父 ハーツクライ 2001 鹿毛       | 父の母アイリッシュダンス 1990 鹿毛                   | *トニービン                     | *カンパラ                       | *カンパラ        |
| 父 ハーツクライ 2001 鹿毛       | 父の母アイリッシュダンス 1990 鹿毛                   | *トニービン                     | Severn Bridge                   |                  |
| 父 ハーツクライ 2001 鹿毛       | 父の母アイリッシュダンス 1990 鹿毛                   | *ビューパーダンス               | Lyphard                         | Lyphard          |
| 父 ハーツクライ 2001 鹿毛       | 父の母アイリッシュダンス 1990 鹿毛                   | *ビューパーダンス               | My Bupers                       |                  |
| 母 タイムトラベリング 2004 鹿毛 | 母の父*ブライアンズタイム Brian's Time 1985 黒鹿毛   | Roberto                         | Hail to Reason                  | Hail to Reason   |
| 母 タイムトラベリング 2004 鹿毛 | 母の父*ブライアンズタイム Brian's Time 1985 黒鹿毛   | Roberto                         | Bramalea                        |                  |
| 母 タイムトラベリング 2004 鹿毛 | 母の父*ブライアンズタイム Brian's Time 1985 黒鹿毛   | Kelley's Day                    | Graustark                       | Graustark        |
| 母 タイムトラベリング 2004 鹿毛 | 母の父*ブライアンズタイム Brian's Time 1985 黒鹿毛   | Kelley's Day                    | Golden Trail                    |                  |
| 母 タイムトラベリング 2004 鹿毛 | 母の母*ジョリーザザ Jolie Zaza 1991 鹿毛             | Alzao                           | Lyphard                         | Lyphard          |
| 母 タイムトラベリング 2004 鹿毛 | 母の母*ジョリーザザ Jolie Zaza 1991 鹿毛             | Alzao                           | Lady Rebecca                    |                  |
| 母 タイムトラベリング 2004 鹿毛 | 母の母*ジョリーザザ Jolie Zaza 1991 鹿毛             | Bold Lady                       | *ボールドラッド                 | *ボールドラッド  |
| 母 タイムトラベリング 2004 鹿毛 | 母の母*ジョリーザザ Jolie Zaza 1991 鹿毛             | Bold Lady                       | Tredam                          |                  |
| 母系(F-No.)                     | (FN:14)                                              | (FN:14)                         | (FN:14)                         | [ § 3 ]          |
| 5代内の近親交配                 | Hail to Reason 4×4、Lyphard 4×4                      | Hail to Reason 4×4、Lyphard 4×4 | Hail to Reason 4×4、Lyphard 4×4 | [ § 4 ]          |
| 出典                            | 1. 2. 3. 4.                                          | 1. 2. 3. 4.                     | 1. 2. 3. 4.                     | 1. 2. 3. 4.      |

伯父にタイムパラドックス、母のいとこにサクラローレルがいる。